# Cholovone
Cholovone (Cholobone), maleni skup mariposanskih plemena u dolini San Joaquin u Kaliforniji. Živjeli su uz istočnu obalu san Joaquina u blizini Stocktona od Tuolumne do rijeke Calaverasa. Nestali su.
Hodge na svom popisu njihovih plemena ili skupina ima Chupcan, Sawani, Yachikamni, Yachimese i Yukolumni. Od sela se spominju: Bantas, Heluta, Hosmite, Khulpuni, Mitutra, Pashashe, Takin, Tammakan i Tawi.
Ostali nazivi pod kojima su zabilježeni su Tcholovones i Tchalabones (Chamisso, 1821), Tcholoones (bancroft, 1874).